# Avenida Alexander Kazbegi
La Avenida Alexánder Kazbegui (en georgiano: ალექსანდრე ყაზბეგის გამზირი) es una de las principales avenidas de Tiflis, la capital de Georgia, lleva el nombre del escritor Alexánder Kazbegui. La avenida está situada en la margen derecha del río Kura, en el distrito Saburtalo de Tiflis, se inicia en la Avenida de Pekín y termina en la calle Petre Kavataradze. En 1941, fue llamada originalmente calle Pávlov. El desarrollo de la calle se inició en 1956 con varios edificios administrativos educativos. En 1990, la calle Pávlov fue renombrada como Avenida Alexánder Kazbegui.